# Alcalica
Alcalica ist eine deutsch-griechische Drum-and-Bass-Band, die 2004 von Leon Danezos und Julie Loi in Berlin gegründet wurde.
Neben Liveauftritten wie auf dem Fusion Festival, ist die Gruppe auch bei Theater- und Filmprojekten engagiert. Unter dem Titel Tree hat Alcalica eine tägliche Radiosendung bei dem griechischen Sender Radio 108 Mytilene (ΡαδιόΦωνο 108 Μυτιλήνη) gestaltet.

## Stil
Die Musik von Alcalica greift neben elektronischen Klängen auf traditionelle Instrumente wie Santur, Kalimba und Baglamas, einer für den Rembetiko entwickelten dreisaitigen Miniaturversion der Bouzouki, zurück. Ihr Gesang entspricht dem Spoken-Word-Stil. Der Stil ist zudem von psychedelischen Einflüssen geprägt.
Nach eigenen Angaben steht Alcalica der Dub-Musik nahe. Alcalica selbst bezeichnet ihre Musik als „Industrial World Music“. In den Kritiken finden sich Beschreibungen, wie „electro minimal dub“ und „breakz & poetry“.

## Diskografie
Alben
- 2006: La pince-fesse (EP, photovoltaic records)
- 2006: Insekt (EP, photovoltaic records)
- 2006: Live at Eschschloraque (CD)
- 2007: Pou Pai (Sampler zs. mit „Direct Connection“ aus Athen, EP, photovoltaic records)
- 2007: Urgente (CD, photovoltaic records)
- 2008: Drum’n’Grapes (Vol. 1, EP, photovoltaic records)
- 2009: Holy Tree (Sampler zs. mit „Direct Connection“ aus Athen, EP, photovoltaic records)
- 2011: Live Recordings 2008-2011 (CD, photovoltaic records)
- 2012: COPIA (CD, photovoltaic records)
- 2014: ΥΔΟΡ (EP, photovoltaic records)
- 2015: Live Recordings 2014-2015 (CD, photovoltaic records)